# UNSCOM
L'UNSCOM (United Nations Special Commission) è stata una Commissione Speciale dell’ONU istituita con la Risoluzione 687 del 3 aprile 1991 per procedere al disarmo delle armi non convenzionali dell’Iraq e delle sue capacità balistiche tramite ispezione in loco delle capacità biologiche e chimiche, prevedendo la distruzione, la rimozione o la neutralizzazione di tutti gli elementi considerati pericolosi. Alla Commissione venne affiancata l’Agenzia Internazionale dell’energia Atomica (AIEA) tramite il responsabile Robert Kelly per la parte riguardante eventuali elementi nucleari.
I costi sostenuti dalla Commissione Speciale sono stati a carico dell’Iraq.

## Vicissitudini
La commissione era composta inizialmente da 44 ispettori per lo più statunitensi, diretta fino al 1997 da Rolf Ekeus poi sostituito con Richard Butler fino al termine nel 1999.
L’ultimo rapporto della commissione presieduta da Rolf Ekeus dell’11 aprile 1997 affermava che:
Per quanto riguarda le problematiche nucleari nel Rapporto dell’11 aprile 1995 dell’AIEA affermava:
Nel 1997 l’Iraq affermò che, contrariamente al mandato dell’UNSCOM, gli ispettori conducevano delle operazioni di spionaggio al servizio degli eserciti anglo-americani e chiese inoltre la fine delle sanzioni economiche e dell'embargo, poiché gli obiettivi per cui era stato proposto erano stati già raggiunti.
Nell’agosto del 1998 Scott Ritter, capo degli ispettori della Commissione, rassegnò le dimissioni per protesta e confermò che le informazioni raccolte dai funzionari dell’Onu e trasmesse a Richard Butler erano state successivamente comunicate direttamente al governo degli Stati Uniti, come rivelato il 29 settembre 1998.
Il 22 ottobre 1998 l’UNSCOM espulse l’ispettore Carl Pflogar, sorpreso a fotografare impianti militari iracheni.
Il 16 dicembre 1998 Richard Butler richiamò improvvisamente tutti gli ispettori dall’Iraq senza consultare il Consiglio di Sicurezza.
Il 17 dicembre 1998 le forze anglo-americane attaccarono l’Iraq con l'Operazione Desert Fox, con la giustificazione che il Paese non permetteva agli ispettori UNSCOM di lavorare, e bombardarono tra gli altri obiettivi tutti i siti visitati dagli ispettori.
Il 6 gennaio 1999, secondo rivelazioni pubblicate sul Washington Post e sul Boston Globe, furono confermate le accuse all’UNSCOM più volte rivolte dall’Iraq di essere una copertura per lo spionaggio condotto dagli Stati Uniti e da Israele. Successivamente emersero altri dettagli sulle attività di spionaggio.
Il 17 dicembre 1999 il Consiglio di Sicurezza approvò la Risoluzione 1284, che prevedeva la ripresa delle ispezioni attraverso la creazione della UNMOVIC (United Nations Monitoring, Verification and Inspection Commission), sostituendo quindi l’UNSCOM.
Il neodirettore svedese Hans Blix, già direttore dell’AIEA, dichiarò che lo smantellamento assoluto del 100% delle armi non convenzionali sarebbe stato impossibile da certificare in qualsivoglia Paese.

## Materiali distrutti
Con più di 3 300 ispezioni a marzo del 1998, la Commissione Speciale ha provveduto all’installazione di un sistema di monitoraggio permanente tramite telecamere e sensori di sostanze vietate e alla distruzione in Iraq di armi e materiali chimici.
Nel settore missilistico, furono distrutti:
- 48 missili a lunga gittata operativi
- 14 testate missilistiche convenzionali
- 6 rampe mobili operative
- 28 rampe fisse operative
- 32 rampe fisse in costruzione
- 30 testate chimiche
- Altre attrezzature e materiali di supporto missilistico oltre a una serie di componenti per il “super-cannone”, assemblati e non assemblati

Nel settore chimico, vennero eliminati:
- 38 537 munizioni chimiche
- 690 tonnellate di agenti per armi chimiche
- oltre 3 000 tonnellate di precursori chimici
- 426 pezzi di attrezzature per la produzione di armi chimiche
- 91 pezzi di strumenti analitici connessi

Nel settore biologico:
- Al-Hakam, il principale impianto per la produzione di armi biologiche
- Varie attrezzature e materiali per la produzione di armi biologiche